# Myndus viridis
Myndus viridis är en insektsart som beskrevs av Ball 1902. Myndus viridis ingår i släktet Myndus och familjen kilstritar. Inga underarter finns listade i Catalogue of Life.